# 織田長定
織田長定（日语：／ Oda Nagasada，1616年—1672年7月27日）是日本江戶時代前期的大名。大和國戒重藩第2代藩主。長政流織田家第2代。父親是初代藩主織田長政。

## 經歷
在元和2年（1616年）出生，家中長男。萬治2年（1659年）12月23日，因為父親隱居而繼承家督。萬治3年（1660年）12月28日，就任從五位下豐前守。寬文4年（1664年），被任命為駿府加番。寬文12年（1672年）閏6月4日，在戒重死去，享年57歲。法號是保善院殿高巖亮照大居士。墓所在現今奈良縣櫻井市芝的慶田寺。